# Pyrgomantis mabuia
Pyrgomantis mabuia är en bönsyrseart som beskrevs av Werner 1907. Pyrgomantis mabuia ingår i släktet Pyrgomantis och familjen Tarachodidae. Inga underarter finns listade i Catalogue of Life.